# Palitana (ciutat)
Palitana és una ciutat, municipalitat i centre religiós jainista del districte de Bahvnagar al Gujarat, a 50 km alsud-oest de Bahvnagar (ciutat). Està situada a 21° 31′ N, 71° 50′ E / 21.52°N,71.83°E. Al cens del 2001 consta amb una població de 60.934 habitants. Als turons de Shetrunja hi ha uns 1300 temples i capells jainistes; als temples principals s'accedeix per unes escales amb 3.950 esglaons.
El 2014 esdevingué la primera ciutat del món vegetariana per llei, ja que es prohibí la compra i venda de carn, peix i làctis, i també els oficis que hi estan relacionats, com per exemple la pesca.